# آلباتروس سی۱۲
آلباتروس سی۱۲ (به انگلیسی: Albatros_C.XII) یک هواگرد از نوع هواگرد شناسایی ساخت شرکت آلباتروس فلوکتسایک‌ورک در آلمان است.